# Szent lépcső
A Szent lépcső (olaszul Scala Santa) Olaszországban, Rómában, a lateráni bazilika közelében található. A katolikus hagyomány szerint ezen a 28 lépcsőn ment fel Jézus Pilátushoz, mielőtt elítélte volna a nép. Ekkor már megalázták, fejére tették a töviskoszorút, és megostorozták, amitől vére lecsepegett a lépcsőre, melynek nyomait ma is láthatjuk a lépcsősoron.
A Szent lépcsőn térden állva kell felmenni. A zarándokok és a hívek részéről ez elvárt tett. A katolikus egyház búcsút adott érte.
A történészek úgy vélik, hogy a lépcsők egy legenda részei, Pilátus palotája lépcsőinek csak szimbolikus mása.

## Története
A legendák alapján úgy tartják, hogy a jeruzsálemi Antónia várból származik a márványlépcső. Ez alapján I. Constantinus római császár anyja, Szent Ilona hozatta Rómába 326 körül. A középkorban Pilátus-lépcsőnek nevezték. Először a régi lateráni palotában helyezték el, majd 1585-ben került a mostani helyére. 
A legendával szemben megemlítendő, hogy Palesztinában, Jézus korában nem volt márvány. Emellett az 1. században Titus teljesen elpusztította Jeruzsálemet.
A középkorban a lépcsők a zarándoklatok egyik fő helyszínévé vált: a zarándokok térden állva mentek fel a lépcsőn, megcsókolva a három, kereszttel jelölt pontot, amelyekről azt mondták, hogy ott Krisztus vére folyt el.
1510-ben Luther Márton is térden állva mászott fel a lépcsőn. Miközben ezt tette, minden lépcsőfokon megismételte a „Miatyánk”-ot. Azt mondták, hogy ezzel a tettel az ember „megválthat egy lelket a purgatóriumból”.
1589-ben készült el egy épület fölé, melyet V. Szixtusz pápa Domenico Fontana barokk építész segítségével emeltetett. 
Annyi zarándoktérd koptatta a márványt, hogy mély vályúk alakultak ki minden lépcsőfok teljes szélességében. Annak érdekében, hogy ne pusztuljon el, 1721-ben diófa burkolást kapott a lépcső. A faburkolaton kis kerek ablakocskákat helyeztek el, amely alatt Jézus vérét tisztelhetik a hívők. 
2011-től a hívőknek fizetniük kell a lépcső megmászásáért, melynek bevételből felújítják a lépcsőt szegélyező freskókat.

## Vallásos tisztelete
Már 390-ben a római krónika említést tesz egy Fabiola nevű, rossz életű asszonyról, aki ezen a lépcsőn térdelve fejére hamut szórt, így vezekelve bűneiért.
De nemcsak bűnbánók járultak a lépcsőhöz, hanem több pápa is:
- Nagy Szent Gergely 592-ben
- II. Pelágiusz pápa 580-ban Szent Lukács és Szent András ereklyéit vitte fel a kápolnába
- II. Gergely pápa 716-ban
- III. István pápa lehozta a „nem kézzel festett” ikont a lépcsőn
- II. Szergiusz pápa 845-ben restaurálta a lépcsőt
- IV. Leó pápa három évig búcsút engedélyezett azoknak, akik a lépcsőn vezekelnek
- IX. Piusz pápa 78 évesen, 1870. szeptember 19-én, egy nappal Róma elfoglalása előtt itt könyörgött Istenhez

Ma a lépcsősoron csak térdelve lehet feljutni. A hívek vezeklésből, imádságaikat mondva főként böjti időszakban, illetve péntekenként látogatnak el ide zarándokolva. Majd egy másik lépcsőn már szabadon lehet lejönni. Fent található a Szentek szentje kápolna (Sancta sanctorum), egy felirat szerint a legszentebb hely a világon. Itt csak a pápa misézhet. Továbbá itt helyeztek el egy acheiropoietát, azaz „nem kézzel festett” ikont is. Évente kétmillió zarándok keresi fel.

## A lépcső másolatai

### Magyar építésűek
A lépcsősor szimbolikus másolatai készültek el Eperjesen, Fertőszéplakon, Kassán, Kismartonban, Malackán (Mária Szeplőtelen Fogantatása ferences templom / Františkánsky kostol Nepoškvrneného Počatia Panny Marie, Malacky), Selmecbányán. Ezeknél a másolatoknál nem tudták betartani az eredeti 28 lépcsőfokot, csak Eperjesen.

### Külföldi építésűek
- St. Stanislaus Kostka, Pittsburgh, Pennsylvania, Amerikai Egyesült Államok
- Sainte Anne d’Auray-bazilika, Franciaország
- Kreuzbergkirche, Bonn, Németország
- Heilig Kreuz-Kirche, Bad Tölz, Németország
- Szent Pál-templom, Campli, Abruzzo tartomány, Olaszország
- Sacro Monte di Varallo, Piemonte tartomány, Olaszország